# Юла Антония
Юла Антония (на латински: Iulla Antonia) или Юлия Антония (на латински: Julia Antonia; * сл.19 пр.н.е., Рим) e дъщеря на Юл Антоний и Клавдия Марцела Старша.
Нейните по-стари братя са Луций Антоний и Юл Антоний. Нейните полусестри от майка ѝ са Випсания Марцела и Апулея Варила. Юла е внучка по майчина линия на Октавия Младша (сестра на Август) и консул Гай Клавдий Марцел Младши. По бащина линия е внучка на Фулвия и Марк Антоний.
През 2 пр.н.е. баща ѝ се самоубива, заради аферата му с дъщерята на Август Юлия Старша.